# Courlaoux
Courlaoux es una localidad y comuna francesa situada en la región de Franco Condado, departamento de Jura, en el distrito de Lons-le-Saunier y cantón de Lons-le-Saunier-Nord.

## Demografía
| 506 | 468 | 544 | 676 | 804 | 848 | 916 |
| Para los censos de 1962 a 1999 la población legal corresponde a la población sin duplicidades (Fuente: INSEE [Consultar]) |     |     |     |     |     |     |